# Harpiocephalus
Harpiocephalus là một chi động vật có vú trong họ Dơi muỗi, bộ Dơi. Chi này được Gray miêu tả năm 1842. Loài điển hình của chi này là Harpiocephalus rufus Gray, 1842 (= Vespertilio harpia Temminck, 1840).

## Các loài
Chi này gồm các loài:
- Harpiocephalus harpia
  - Subspecies Harpiocephalus harpia harpia
  - Subspecies Harpiocephalus harpia lasyurus
  - Subspecies Harpiocephalus harpia madrassius
  - Subspecies Harpiocephalus harpia rufulus
- Harpiocephalus mordax